# رومية (مجلة)
مَجَلَّة رُومِيَةَ (العربية الفصحى لكلمة روما) هي مجلة إلكترونية دورية تصدر عن مركز الحياة للإعلام التابع لتنظيم الدولة الإسلامية. ظهرت المجلة بعد وفاة أبو محمد العدناني (المتحدث باسم الدولة الإسلامية). نشرت مجلة على الإنترنت بعدة لغات مختلفة منها: اللغة الإنجليزية والفرنسية والألمانية والروسية والإندونيسية والاردية الأويغورية. أظهرت المجلة في عددها الأول عددًا من المقاتلين الأجانب يطلبون من المسلمين تنفيذ الهجمات في بلادهم. وفي تشرين الأول / أكتوبر 2016، صدر الإصدار الثاني من المجلة والذي كان يحتوى على أسباب الهجمات ضد غير المسلمين من الشعوب الغربية. تعد المجلة أكثر مجلات التنظيم شهرة بعد مجلة دابق الذي صدر العدد الأول منها في منتصف عام 2014.

## التسمية
ترجع تسمية المجلة على اسم رومية إشارة إلى الحديث النبوي الذي يتنبأ بفتح روما بعد فتح القسطنطينية، فعن عن عبد الله بن عمرو قال: «بينما نحن حول رسول الله ﷺ  نكتب إذ سئل رسول الله ﷺ  أي المدينتين تفتح أولًا قسطنطينية أو رومية؟ فقال النبي ﷺ  لا بل مدينة هرقل أولًا -يعني القسطنطينية-».

## الإصدارات
| العدد | التاريخ (هجري)   | التاريخ (ميلادي) | عدد الصفحات | الأيام بين الإصدارات |
| ----- | ---------------- | ---------------- | ----------- | -------------------- |
| 1     | ذو الحجة 1437    | 5 سبتمبر 2016    | 38          | 0                    |
| 2     | محرم 1438        | 4 أكتوبر 2016    | 38          | 29                   |
| 3     | شوال 1438        | 11 نوفمبر 2016   | 46          | 38                   |
| 4     | ربيع الأول 1438  | 7 ديسمبر 2016    | 40          | 26                   |
| 5     | ربيع الأخر 1438  | 6 يناير 2017     | 44          | 31                   |
| 6     | جمادى أولى 1438  | 4 فبراير 2017    | 44          | 29                   |
| 7     | جمادى الأخر 1438 | 7 مارس 2017      | 38          | 31                   |
| 8     | رجب 1438         | 4 أبريل 2017     | 48          | 28                   |
| 9     | شعبان 1438       | 4 مايو2017       | 58          | 43                   |
| 10    | رمضان 1438       | 17 يونيو 2017    | 46          | 31                   |
| 11    | شوال 1438        | 13 يوليو 2017    | 60          | 26                   |
| 12    | ذو القعدة 1438   | 6 أغسطس 2017     | 46          | 26                   |
| 13    | ذو الحجة 1438    | 9 سبتمبر2017     | 44          | 34                   |

## هوامش

## روابط خارجية
- إصدارات مجلة رومية متعددة اللغات نسخة محفوظة 8 يونيو 2020 على موقع واي باك مشين.